# Sh2-60
Sh2-60 (également connue sous le nom de RCW 173) est une nébuleuse en émission visible dans la constellation de l'Écu.
Elle est située dans la partie centre-nord de la constellation, à environ 1,5° nord-nord-est de l'étoile α Scuti. Elle s'étend pendant 20 minutes d'arc en direction d'une région de la Voie lactée fortement obscurcie par quelques bancs de poussière noire, parmi lesquels se détache B 103. La période la plus propice à son observation dans le ciel du soir se situe entre juin et novembre. N'étant qu'à 6° de l'équateur céleste, on peut l'observer indistinctement depuis toutes les régions peuplées de la Terre.
C'est une grande région H II située sur le bras du Sagittaire à une distance d'environ 2 200 pc (∼7 180 al) du système solaire. Les responsables de l'ionisation de ses gaz seraient deux étoiles dont ni les codes catalogue ni les coordonnées ne sont donnés, respectivement de magnitude apparente 11,49 et 12,45. Dans sa direction s'étend la brillante source d'ondes radio W42, sur la distance de laquelle il y a un certain désaccord : certaines estimations proposent environ 2 200 pc (∼7 180 al), indiquant ainsi une association claire avec Sh2-60, tandis que d'autres estimations indiquent une distance beaucoup plus grande, jusqu'à environ 13 400 pc (∼43 700 al), plaçant ainsi cette source près du centre galactique. Si la distance de 2 200 pc est correcte, W42 fait probablement partie de Sh2-60. W42 est constitué d'un nuage très dense qui reçoit le rayonnement intense d'un amas ouvert jeune, dense et massif d'étoiles de classe spectrale O et B profondément immergé dans un nuage dense de poussière. Cet amas semble émerger à travers des zones amincies de la nébuleuse qui ont subi un processus de photo-évaporation par le rayonnement de ses propres étoiles, selon un processus similaire à ce qui est observé dans la nébuleuse de l'Aigle ou dans l'amas sud NGC 3603. Le nuage Sh2-60 serait également associé à deux fortes sources de rayonnement infrarouge, RAFGL 5263 et IRAS 18335-0646, et le nuage moléculaire SYCSW 513, identifié par ses émissions à la longueur d'onde du CO,.
La région nébuleuse visible dans la direction de Sh2-60 apparaît cependant divisée en deux composantes principales. La composante située au sud-est, c'est-à-dire celle située en direction de W42, est indiquée par G25.4SE et, selon l'estimation indiquée dans l'étude dans laquelle les deux composantes sont analysées, serait à 4 600 parsecs, tandis que le nord-ouest composante est indiquée par G25.4NW et, selon la même étude, serait à environ 12 000 parsecs. Si ces estimations sont correctes, aucune composante de la nébuleuse ne serait liée à W42. Toujours en direction de Sh2-60 on observe la source radio GAL 025.52 + 00.22, coïncidant probablement avec une variable S Doradus similaire à la bien connue η Carinae. Sa distance serait cependant de 14 500 parsecs et se situe donc dans un endroit beaucoup plus éloigné de la Voie lactée.